# Sabrina Bulleri
Sabrina Bulleri (n. 7 ianuarie 1959 – d. 18 aprilie 2000, Ghezzano⁠(d), San Giuliano Terme, Toscana, Italia) a fost o sportivă ce a reprezentat Italia, medaliată olimpică. A participat la 0 ediții ale Jocurilor Olimpice () în care a câștigat 1 medalie de aur și 1 medalie de bronz.